# Premio Jawaharlal Nehru
Premio Jawaharlal Nehru para el Entendimiento Internacional es un premio internacional presentado por el Gobierno de la India, establecido en 1965. 
El premio es otorgado "por su destacada contribución a la promoción de la comprensión internacional, la buena voluntad y la amistad entre los pueblos del mundo". La compensación económica de este galardón es de 2,5 millones de rupias.
En 1986 no hubo premio, así como tampoco en el periodo de 1996 a 2002. Se retomó en 2003 y el último premio se otorgó en 2009.

## Galardonados
| Año       | Premiado                  | País           |
| --------- | ------------------------- | -------------- |
| 1965      | U Thant                   | Burma          |
| 1966      | Martin Luther King Jr.    | Estados Unidos |
| 1967      | Khan Abdul Ghaffar Khan   | Pakistán       |
| 1968      | Yehudi Menuhin            | Estados Unidos |
| 1969      | Madre Teresa              | India          |
| 1970      | Kenneth Kaunda            | Zambia         |
| 1971      | Josip Broz Tito           | Yugoslavia     |
| 1972      | André Malraux             | Francia        |
| 1973      | Julius Nyerere            | Tanzania       |
| 1974      | Raúl Prebisch             | Argentina      |
| 1975      | Jonas Salk                | Estados Unidos |
| 1976      | Giuseppe Tucci            | Italia         |
| 1977      | Tulsi Mehar Shrestha      | Nepal          |
| 1978      | Nichidatsu Fujii          | Japón          |
| 1979      | Nelson Mandela            | Sudáfrica      |
| 1980      | Barbara Ward              | Reino Unido    |
| 1981      | Alva y Gunnar Myrdal      | Suecia         |
| 1982      | Léopold Sédar Senghor     | Senegal        |
| 1983      | Bruno Kreisky             | Austria        |
| 1984      | Indira Gandhi (póstumo)   | India          |
| 1985      | Olof Palme (póstumo)      | Suecia         |
| 1986      | No concedido              | No concedido   |
| 1987      | Javier Pérez de Cuéllar   | Perú           |
| 1988      | Yasser Arafat             | Palestina      |
| 1989      | Robert Mugabe             | Zimbabue       |
| 1990      | Helmut Kohl               | Alemania       |
| 1991      | Aruna Asaf Ali            | India          |
| 1992      | Maurice Strong            | Canadá         |
| 1993      | Aung San Suu Kyi          | Birmania       |
| 1994      | Mahathir Mohamad          | Malasia        |
| 1995      | Hosni Mubarak             | Egipto         |
| 1996 2002 | No concedido              | No concedido   |
| 2003      | Goh Chok Tong             | Singapur       |
| 2004      | Qabus bin Said Al Said    | Omán           |
| 2005      | Wangari Maathai           | Kenia          |
| 2006      | Luiz Inácio Lula da Silva | Brasil         |
| 2007      | Ólafur Ragnar Grímsson    | Islandia       |
| 2009      | Angela Merkel             | Alemania       |